# Cryptohydra thieli
Cryptohydra thieli is een hydroïdpoliep uit de familie Acaulidae. De poliep komt uit het geslacht Cryptohydra. Cryptohydra thieli werd in 1995 voor het eerst wetenschappelijk beschreven door Thomas, Edwards & Higgins. 